# 린윈
린윈(중국어: 林允, 병음: Lín Yǔn, 1996년 4월 16일 ~ )은 중국의 배우이다.
본명은 페이샤(중국어: 費霞, 병음: fèi xiá)이다.

## 약력
2016년에 개봉된 주성치 감독의 영화 《미인어》에서 12만대 1의 경쟁율을 뚫고 합격해 주연으로 캐스팅되었다.
그녀의 본명은 페이샤(費霞)이며 영화 《미인어》 촬영이 막 개시된 지난 2014년 초 이름을 린윈으로 바꾼 것 같다고 전해진다.
2019년 동명의 일본 만화를 원작으로 한 영화
《장난스런 키스》가 개봉되었다. 이 영화에서 그녀는 여주인공 위안샹친 역을 맡았으며 장즈수 역을 맡은 왕다루와 함께 호흡을 맞췄다.

## 출연 작품

### 영화
| 연도 | 제목                     | 배역         | 비고 |
| ---- | ------------------------ | ------------ | ---- |
| 2016 | 미인어                   | 산산         |      |
| 2016 | 작적: 사라진 왕조의 비밀 | 티엔슈요우화 |      |
| 2017 | 서유복요편               | 펠리시티     |      |
| 2017 | 만약 왕자가 잠든다면     | 왕샤오헤     |      |
| 2018 | 정복의 신 징기즈칸       | 보르테 카툰  |      |
| 2019 | 장난스런 키스            | 위안샹친     |      |
| 2020 | 작적2: 냉혈광연          | 티엔슈요우화 |      |
|      | 미인어2                  | 산산         |      |

### 드라마
| 연도 | 방송사           | 제목         | 배역          | 비고             |
| ---- | ---------------- | ------------ | ------------- | ---------------- |
| 2014 | 텐센트           | 암흑자       | 용의자의 애인 | 웹드라마, 제10화 |
| 2018 | 후난 TV          | 투파창궁     | 소훈아        |                  |
| 2020 | 텐센트, 아이치이 | 피안화       | 교만 / 남생   | 1인 2역          |
| 2020 | 후난 TV          | 와우여황리조 | 방소와        |                  |